# ACACIA (映画)
『ACACIA』（アカシア）は、2008年制作、2010年6月12日公開の日本映画。第22回東京国際映画祭コンペティション部門公式出品作品。

## 概要
『目下の恋人』より6年ぶりとなる辻仁成監督作品であり、自作の小説『アカシアの花の咲き出す頃 -ACACIA-』の映画化作品である。アントニオ猪木初主演映画でもある。息子を失った元プロレスラーと親の愛情を知らずに育った少年との愛情と絆が描かれるヒューマンドラマ。
角川シネマ新宿、ヒューマントラストシネマ有楽町ほか、全国31スクリーン（初日4館、以降順次公開）でロードショー。小規模公開ながらぴあ初日満足度ランキング（ぴあ映画生活調べ）では第10位となっている。

## ストーリー
片田舎の団地でひっそりと余生を送っていた元悪役覆面レスラーの大魔神。そんな彼の前に母親に置き去りにされた少年タクロウと出会い、やがて親子のようにお互いに絆を深めていった。
そして現実に向き合う勇気を手に入れるため、大魔神はタクロウを父親に、タクロウは大魔神の前妻に、お互いに引き合わせようとするのであった……。

## キャスト
- 大魔神（元覆面レスラー） - アントニオ猪木
- タクロウ - 林凌雅
- 木戸春男（タクロウの父） - 北村一輝
- タクロウの母 - 坂井真紀
- 団地の住人 - 川津祐介
- 芳子（大魔神の前妻） - 石田えり
- 諏訪太朗
- 花原照子
- 田代忠雄
- 宮本裕子
- 森康子
- 杉浦文紀
- 曽根悠多
- 松浦祐也

## スタッフ
- 監督・脚本 - 辻仁成
- 原作 - 『アカシアの花の咲き出す頃 -ACACIA-』（新潮社刊）2009年11月27日発行、ISBN 978-4-10-397706-3
- 製作 - スカンヂナビア、竹中グリーンプロジェクト、jinsei film syndicate、ウォーターワン
- プロデューサー - 杉澤修一
- アソシエイトプロデューサー - 佐藤公美、岩淵規、片岡利歌
- 撮影 - 中村夏葉
- 音楽 - 半野喜弘
- 美術 - 原田恭明
- 録音 - 橋本泰夫
- 照明 - 常谷良男
- 編集 - 大重裕二
- スプリクター - 岩倉みほ子
- 助監督 - 久保田博紀
- 制作担当 - 平原大志
- 支援 - 文化庁
- 配給・宣伝 - ビターズ・エンド

## 主題歌
「アカシア」
唄 - 持田香織
作詞・作曲 - Jinsei Tsuji